# Gran Premio d'Argentina 1996
Il Gran Premio d'Argentina 1996 si è svolto il 7 aprile sul Circuito di Buenos Aires. Ha vinto Damon Hill su Williams, precedendo il compagno di squadra Jacques Villeneuve e Jean Alesi su Benetton.

## Qualifiche

### Resoconto
Hill conquista la seconda pole position consecutiva, staccando di due decimi e mezzo Schumacher; il tedesco precede Villeneuve, Alesi, Berger, Barrichello, il sorprendente Verstappen, Häkkinen, Coulthard e Irvine, che chiude la top ten. Sorprende anche il giovane Marques, capace di portare la sua Minardi al quattordicesimo posto sulla griglia.

### Risultati
| Pos | No | Pilota                | Costruttore          | Tempo    | Distacco |
| --- | -- | --------------------- | -------------------- | -------- | -------- |
| 1   | 5  | Damon Hill            | Williams - Renault   | 1:30.346 |          |
| 2   | 1  | Michael Schumacher    | Ferrari              | 1:30.598 | +0.252   |
| 3   | 6  | Jacques Villeneuve    | Williams - Renault   | 1:30.907 | +0.561   |
| 4   | 3  | Jean Alesi            | Benetton - Renault   | 1:31.038 | +0.692   |
| 5   | 4  | Gerhard Berger        | Benetton - Renault   | 1:31.262 | +0.916   |
| 6   | 11 | Rubens Barrichello    | Jordan - Peugeot     | 1:31.404 | +1.058   |
| 7   | 17 | Jos Verstappen        | Footwork - Hart      | 1:31.615 | +1.269   |
| 8   | 7  | Mika Häkkinen         | McLaren - Mercedes   | 1:31.801 | +1.455   |
| 9   | 8  | David Coulthard       | McLaren - Mercedes   | 1:32.001 | +1.655   |
| 10  | 2  | Eddie Irvine          | Ferrari              | 1:32.058 | +1.712   |
| 11  | 15 | Heinz-Harald Frentzen | Sauber - Ford        | 1:32.130 | +1.784   |
| 12  | 9  | Olivier Panis         | Ligier - Mugen-Honda | 1:32.177 | +1.831   |
| 13  | 18 | Ukyo Katayama         | Tyrrell - Yamaha     | 1:32.407 | +2.061   |
| 14  | 21 | Tarso Marques         | Minardi - Ford       | 1:32.502 | +2.156   |
| 15  | 12 | Martin Brundle        | Jordan - Peugeot     | 1:32.696 | +2.350   |
| 16  | 19 | Mika Salo             | Tyrrell - Yamaha     | 1:32.903 | +2.557   |
| 17  | 14 | Johnny Herbert        | Sauber - Ford        | 1:33.256 | +2.910   |
| 18  | 10 | Pedro Diniz           | Ligier - Mugen-Honda | 1:33.424 | +3.078   |
| 19  | 20 | Pedro Lamy            | Minardi - Ford       | 1:33.727 | +3.381   |
| 20  | 16 | Ricardo Rosset        | Footwork - Hart      | 1:33.752 | +3.406   |
| 21  | 22 | Luca Badoer           | Forti - Ford         | 1:34.830 | +4.484   |
| 22  | 23 | Andrea Montermini     | Forti - Ford         | 1:35.651 | +5.305   |

## Gara

### Resoconto
Al via Hill mantiene la testa della corsa, respingendo l'attacco di Schumacher; Villeneuve parte invece malissimo, scivolando dalla terza alla nona posizione. Il canadese comincia subito a rimontare, sopravanzando Häkkinen, Verstappen, Barrichello e Coulthard nei primi nove giri; tuttavia il canadese non riesce a superare la Benetton di Berger, rimanendo bloccato in quinta posizione. Hill guadagna progressivamente terreno su Schumacher e dopo la prima serie di pit stop resta al comando con circa quattro secondi di vantaggio sul tedesco; seguono, più staccati, Alesi, Berger e Villeneuve.
Al 24º passaggio Diniz tenta di doppiare Badoer, ma i due vengono a contatto e la Forti dell'italiano decolla, atterrando a ruote all'aria; Badoer è illeso, ma la direzione gara manda in pista la safety car. Alcuni piloti, tra cui lo stesso Diniz, ne approfittano per effettuare il rifornimento; sulla Ligier del brasiliano, però, il bocchettone del carburante rimane aperto e della benzina finisce sul motore e sugli scarichi, e quando questi prendono fuoco, la vettura si incendia, ma Diniz esce illeso dall'abitacolo. La safety car resta in pista fino al 32º giro; Hill ricomincia a staccare Schumacher, mentre alle spalle dei due l'ordine rimane pressoché invariato. Nel corso della 33ª tornata Marques prova a superare Brundle, finendo per tamponarlo violentemente: entrambi sono fuori gara.
Poco più tardi, Hill passa sul luogo dell'incidente, "sparando" alcuni detriti contro la vettura di Schumacher, che sfiorano di poco il casco del tedesco; uno di questi colpisce l'alettone posteriore della Ferrari, incrinandolo. Il pilota tedesco continua a girare, salvo poi ritirarsi per motivi precauzionali al 46º passaggio. Nel frattempo inizia la seconda serie di soste ai box; Alesi fa spegnere il motore della sua Benetton, perdendo la possibilità di lottare per la vittoria e dovendo cedere la posizione a Berger. L'austriaco, pur non essendo in grado di insidiare Hill, sembra avviato a conquistare la seconda posizione quando un guasto alla sospensione lo costringe al ritiro. Dietro a Hill finisce così Villeneuve, che conquista il secondo posto davanti ad Alesi, Barrichello, Irvine e Verstappen, che porta il primo punto della stagione alla Footwork.

### Risultati
| Pos      | N  | Pilota                | Costruttore/Motore   | Giri | Tempo/Ritiro             | Griglia | Punti |
| -------- | -- | --------------------- | -------------------- | ---- | ------------------------ | ------- | ----- |
| 1        | 5  | Damon Hill            | Williams - Renault   | 72   | 1:54:55.322              | 1       | 10    |
| 2        | 6  | Jacques Villeneuve    | Williams - Renault   | 72   | +12.167                  | 3       | 6     |
| 3        | 3  | Jean Alesi            | Benetton - Renault   | 72   | +14.754                  | 4       | 4     |
| 4        | 11 | Rubens Barrichello    | Jordan - Peugeot     | 72   | +55.131                  | 6       | 3     |
| 5        | 2  | Eddie Irvine          | Ferrari              | 72   | +1:04.991                | 10      | 2     |
| 6        | 17 | Jos Verstappen        | Footwork - Hart      | 72   | +1:08.913                | 7       | 1     |
| 7        | 8  | David Coulthard       | McLaren - Mercedes   | 72   | +1:13.400                | 9       |       |
| 8        | 9  | Olivier Panis         | Ligier - Mugen-Honda | 72   | +1:14.295                | 12      |       |
| 9        | 14 | Johnny Herbert        | Sauber - Ford        | 71   | +1 giro                  | 17      |       |
| 10       | 23 | Andrea Montermini     | Forti - Ford         | 69   | +3 giri                  | 22      |       |
| Ritirato | 4  | Gerhard Berger        | Benetton - Renault   | 56   | Sospensione              | 5       |       |
| Ritirato | 1  | Michael Schumacher    | Ferrari              | 46   | Alettone                 | 2       |       |
| Ritirato | 20 | Pedro Lamy            | Minardi - Ford       | 39   | Trasmissione             | 19      |       |
| Ritirato | 19 | Mika Salo             | Tyrrell - Yamaha     | 36   | Acceleratore             | 16      |       |
| Ritirato | 12 | Martin Brundle        | Jordan - Peugeot     | 34   | Collisione con T.Marques | 15      |       |
| Ritirato | 21 | Tarso Marques         | Minardi - Ford       | 33   | Collisione con M.Brundle | 14      |       |
| Ritirato | 15 | Heinz-Harald Frentzen | Sauber - Ford        | 32   | Uscita di pista          | 11      |       |
| Ritirato | 10 | Pedro Diniz           | Ligier - Mugen-Honda | 29   | Incendio/testacoda       | 18      |       |
| Ritirato | 18 | Ukyo Katayama         | Tyrrell - Yamaha     | 28   | Trasmissione             | 13      |       |
| Ritirato | 16 | Ricardo Rosset        | Footwork - Hart      | 24   | Pompa dell'olio          | 20      |       |
| Ritirato | 22 | Luca Badoer           | Forti - Ford         | 24   | Collisione con P.Diniz   | 21      |       |
| Ritirato | 7  | Mika Häkkinen         | McLaren - Mercedes   | 19   | Acceleratore             | 8       |       |

## Classifiche

### Piloti
| Pos. | Pilota             | Punti |
| ---- | ------------------ | ----- |
| 1    | Damon Hill         | 30    |
| 2    | Jacques Villeneuve | 12    |
| 3    | Jean Alesi         | 10    |
| 4    | Eddie Irvine       | 6     |
| 5    | Mika Häkkinen      | 5     |
| 6    | Michael Schumacher | 4     |
| 7    | Gerhard Berger     | 3     |
| 7    | Rubens Barrichello | 3     |
| 7    | Mika Salo          | 3     |
| 10   | Olivier Panis      | 1     |
| 10   | Jos Verstappen     | 1     |

### Costruttori
| Pos. | Team                 | Punti |
| ---- | -------------------- | ----- |
| 1    | Williams - Renault   | 42    |
| 2    | Benetton - Renault   | 13    |
| 3    | Ferrari              | 10    |
| 4    | McLaren - Mercedes   | 5     |
| 5    | Jordan - Peugeot     | 3     |
| 5    | Tyrrell - Yamaha     | 3     |
| 7    | Ligier - Mugen-Honda | 1     |
| 7    | Footwork - Hart      | 1     |